# Élection présidentielle rwandaise de 2003
L'élection présidentielle rwandaise de 2003 a lieu le 25 août 2003 afin d'élire le président de la république du Rwanda pour un mandat de sept ans.
Le président sortant Paul Kagame, précédemment élu par le Parlement en 2000, affronte l'ancien premier ministre Faustin Twagiramungu et l'ancien ministre Jean-Népomuscène Nayinzira. Kagame, donné favori, remporte largement le scrutin, ses deux adversaires obtenant un total de moins de 5% des voix.

## Système électoral
Le président de la république du Rwanda est élu au scrutin uninominal majoritaire à un tour pour un mandat de sept ans renouvelable une seule fois. Est élu le candidat qui obtient la majorité relative des suffrages,.

## Résultats
| Candidat                  | Candidat                   | Parti                     | Voix      | %     |
| ------------------------- | -------------------------- | ------------------------- | --------- | ----- |
|                           | Paul Kagame                | FPR                       | 3 544 777 | 95,05 |
|                           | Faustin Twagiramungu       | MDR                       | 134 865   | 3,62  |
|                           | Jean-Népomuscène Nayinzira | PDC                       | 49 634    | 1,33  |
|                           |                            |                           |           |       |
| Votes valides             | Votes valides              | Votes valides             | 3 729 276 | 97,82 |
| Votes blancs ou invalides | Votes blancs ou invalides  | Votes blancs ou invalides | 83 291    | 2,18  |
| Total                     | Total                      | Total                     | 3 812 567 | 100   |
| Abstentions               | Abstentions                | Abstentions               | 136 182   | 3,45  |
| Inscrits/Participation    | Inscrits/Participation     | Inscrits/Participation    | 3 948 749 | 96,55 |